# Yevlax (Rayon)
Yevlax ist ein Rayon im Norden Aserbaidschans. Der Bezirk umschließt die Städte Yevlax und Mingəçevir.

## Geografie
Der Bezirk hat eine Fläche von 1537 km². Die Landschaft ist von Flachland dominiert, durch sie fließt der Fluss Kura. An diesem liegen die Wälder von Tugai, durch den Bezirk verlaufen auch der Obere Schirwan-Kanal und der Obere Karabach-Kanal.

## Bevölkerung
Im Rayon leben 130.600 Einwohner (Stand: 2021). 2009 betrug die Einwohnerzahl 117.400. Diese verteilen sich auf 50 Siedlungen.

## Wirtschaft
In der Region werden Baumwolle und Getreide angebaut sowie Geflügel- und Seidenraupenzucht betrieben. Die Industrie produziert vor allem Tabakprodukte und Gin.